# Bichhraud
Bichhraud fou un thakurat garantit pels britànics a l'Agència de Malwa, a l'Índia central. A finals del segle XIX es va dividir en dos thakurats. El nom apareix tanmateix com Bichraud i Bichrod. Els Sindhia de Gwalior, els Holkar d'Indore, i la casa de Dewes pagaven tankahs; Gwalior tenia cedit la meitat de la vila de Bichraud lliure de renda, i posseïa també un jagir de Gwalior pel que no pagava sunnud. Els dos sobirans eren rajputs chauhans i tenien uns ingressos estimats el 1901 de 1.200 rúpies una branca i 1.500 l'altra.